# Currie
Currie es un área no incorporada ubicada del condado de Pender en el estado estadounidense de Carolina del Norte. Está ubicado al sur de Yamacraw, el lugar de nacimiento del personaje de ficción Philip Banks de El príncipe de Bel-Air.
Currie es parte de la Wilmington Área Estadística Metropolitana.